# Sense and Sensibility (phim)
Sense and Sensibility (Lý trí và tình cảm) là một bộ phim Anh-Mỹ quay năm 1995, do Lý An đạo diễn. Phim dựa trên tiểu thuyết Lý trí và tình cảm của Jane Austen.
Nữ diễn viên Emma Thompson đã viết kịch bản và các ngôi sao như Elinor Dashwood, trong khi Kate Winslet đóng vai em gái của Elinor Marianne. Câu chuyện về các chị em Dashwood - mặc dù họ là thành viên của một gia đình người Anh giàu có của tầng lớp quý tộc đặc quyền đất đai, hoàn cảnh dẫn đến nghèo túng bất ngờ của họ, buộc họ phải tìm kiếm an ninh tài chính thông qua hôn nhân. Diễn viên Hugh Grant và Alan Rickman chơi trò cầu hôn của mình. Phim được phát hành vào ngày 13 tháng 12 năm 1995 tại Hoa Kỳ và ngày 23 tháng 2 năm 1996 tại Vương quốc Anh.